# Chiesa del Carmine (Novara)
La chiesa di Nostra Signora del Carmine è una chiesa di Novara, nella piazza omonima.
Dal 6 dicembre 2021 è sede della parrocchia personale della Natività della Beata Vergine Maria dell'esarcato apostolico d'Italia della Chiesa greco-cattolica ucraina.

## Storia

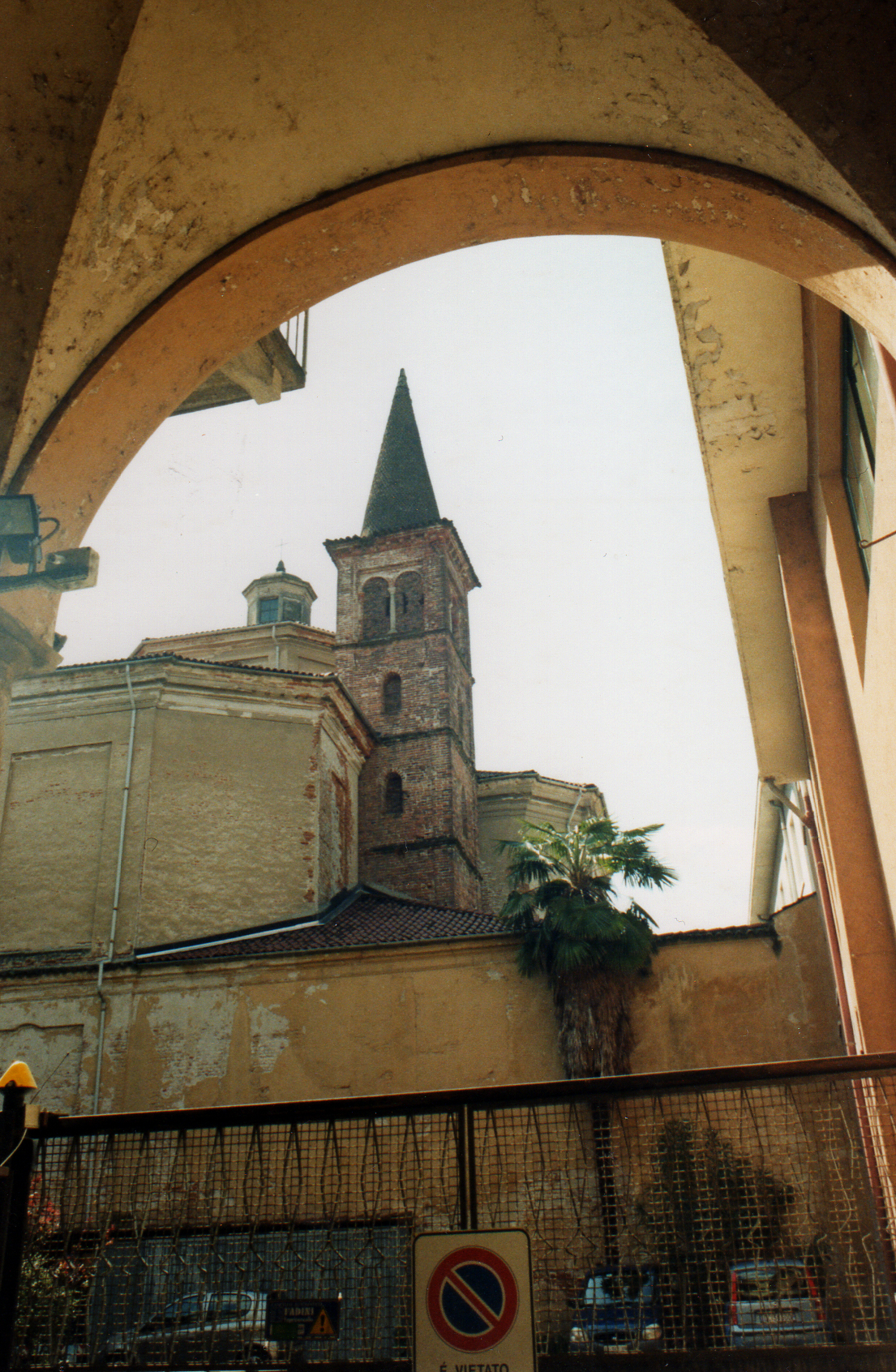
Il campanile in stile romanico visto dall'androne di un palazzo.

La chiesa venne parzialmente ricostruita nel 1763 su progetto dell'architetto torinese Luigi Barberis, dopo la distruzione ordinata nel 1552 dall'imperatore Carlo V. Il 29 giugno 1806 la concessione della chiesa passò all'ordine Filippino. Dopo il decreto dell'abolizione di ogni corporazione religiosa attuato il 25 aprile del 1810 l'edificio divenne una proprietà particolare. La Chiesa venne definitivamente consacrata a San Filippo Neri per ordine del Vescovo Morozzo, nel 1825.
Il neoclassicismo che appare nella facciata si rispecchia parzialmente anche all'interno. All'incrocio con il transetto la grande navata crea una piccola ma graziosa cupola a base esagonale. Le volte delle quattro cappelle laterali (due per lato) sono impreziosite da eleganti rosoni a differenti motivi floreali.
Le colonne e le lesene sono decorate in finto marmo dai toni porpora, con capitelli di ordine corinzio dorati.
Il campanile in stile romanico risalente al 1100, contrasta con la moderna facciata.
La piccola Chiesa è spesso ignorata a causa dell'immediata vicinanza con la Basilica di San Gaudenzio.